# Філіпп II Август
Філіпп II Август (фр. Philippe II Auguste; 21 серпня 1165 — 14 липня 1223, Мант) — король Франції. Правив спільно з батьком з 1179 по 1180 рік, і самостійно з 1180 по 1223 рік. Перший король, який почав використовувати титул «король Франції» (лат. rex Franciae) замість титулу «король франків» (лат. rex Francorum або Francorum rex), а також перший монарх з династії Капетингів, який передав владу спадкоємцю, не коронуючи його за свого життя.

## Біографія
Філіпп II Август був сином Людовика VII Молодого і його третьої дружини, Аделі Шампанської. Належав до роду Капетингів. 1185 року в результаті чотирилітньої війни Філіп узяв верх над коаліцією Фландрії, Бургундії і Шампані. За домовленістю з тестем Балдуїном VIII, графом Фландрії і Ено, придбав Артуа і долину верхньої Сомми — як посаг дружини Ізабелли де Ено. Проте успіхи Філіппа в боротьбі за Анжуйське графство (володіннями англійського короля Генріха II у Франції), поки в Англійському королівстві правили сам Генріх ІІ і його син Річард I Левове Серце, були незначні. У 1191 році Філіпп разом з Річардом взяли участь в третьому хрестовому поході, що не перешкодило їм незабаром відновити військові дії один проти одного. 1199 року на англійський трон зійшов Іоанн I Безземельний, і Філіпп був вимушений погодитися з фактом приналежності йому Нормандії, Анжу і Аквітанії. Проте в 1202 р. Іоанн відмовився з'явитися перед Філіпом як сюзерен, щоб відповісти на скарги щодо зловживань. Французький парламент звинуватив Іоанна у злочині, несумісному з положенням васала і оголосив про перехід його володінь до французької корони.
Після того, як в 1202 році Іоанн захопив в полон свого племінника Артура, герцога Бретані, і роком пізніше, ймовірно, його убив, він зробив дуже мало для того, щоб врятувати Анжуйські володіння у Французькому королівстві. Протягом короткого часу Нормандське та Бретанські герцогства, а також Менське, Турське, Анжуйське графства відійшли під владу Філіпа II і були включені до королівського домену, а Іоанну вдалося зберегти лише частину Аквітанії. У 1213 році Іоанн створив коаліцію, куди увійшли імператор Оттон IV і деякі французькі аристократи. 1214 року Філіпп здобув перемогу над цією коаліцією в битві під Бувіном, що дозволило Французькому королівству зайняти положення провідної європейської держави. Філіпп і його спадкоємці отримали вигоди і з хрестового походу на альбігойців, під час якого в 1226 році син і спадкоємець Симона де Монфора, Аморі де Монфор поступився французьким королям права на Тулузьке графство.
Філіпп — один із найвдаліших королів середньовічної Франції, за допомогою розумної державної політики і вдалих воєнних дій розширив королівський домен і підсилив свою владу за рахунок феодальних володарів, протиставивши їм міські комуни і призначених чиновників (бальї і сенешалів). Покращив фінансове положення Французького королівства: Філіпу вдалося зібрати значну казну, передану ним на зберігання тамплієрам. Він же в 1215 затвердив статут Паризького університету.
Помер Філіпп в Манті 14 липня 1223 року.

## Родина
1 Дружина — Ізабелла I (1170—1190), графиня Артуа, дочка Балдуїна V, графа Ено. Померла наступного дня після народження близнюків.
Діти:
- Людовик (1187—1226) — король Франції
- Роберт (1190) — помер через кілька годин після народження. Старший брат-близнюк Філіппа.
- Філіпп (1190) — помер через три дні після народження. Молодший брат-близнюк Роберта.

2 Дружина — Інгеборга Данська (1174—1236), дочка короля Данії Вальдемара І
Діти: не було.
3 Дружина — Агнеса Меранська (бл. 1175 —1201), дочка герцога Меранії Бертольда IV і його дружини Агнесси Лужицької.  Також померла при пологах.
Діти:
- Марія (бл.1198—1224) — маркграфиня-консорт Намюру, дружина маркграфа Філіппа І. В другому шлюбі герцогиня-консорт Брабанту, дружина герцога Генріха І.
- Філіпп Юрпель (1200—1234) — граф Клермон-ан-Бовезі.
- Іоанн Трістан (1201) — помер незабаром після народження.

Коханка — дама д'Аррас
Діти (бастарди):
- Петро Карл (1205/1209 — 9 жовтня 1249) — єпископ Тура (або Нуайона).